# Unparteiische Kritiken
Unparteiische Kritiken ist eine Polka-Mazurka von Johann Strauss Sohn (op. 442). Das Werk wurde am 22. Februar 1892 im Sofienbad-Saal in Wien unter der Leitung von Eduard Strauß erstmals aufgeführt.

## Einzelnachweis
1. ↑  Quelle: Englische Version des Booklets (Seite 104) in der 52 CDs umfassenden Gesamtausgabe der Orchesterwerke von Johann Strauß (Sohn), Hrsg. Naxos (Label). Das Werk ist als zehnter Titel auf der 39. CD zu hören.